# Pontchardon
Pontchardon és un municipi francès situat al departament de l'Orne i a la regió de Normandia. L'any 2007 tenia 237 habitants.

## Demografia

### Població
El 2007 la població de fet de Pontchardon era de 237 persones. Hi havia 92 famílies de les quals 28 eren unipersonals (12 homes vivint sols i 16 dones vivint soles), 24 parelles sense fills, 36 parelles amb fills i 4 famílies monoparentals amb fills.
La població ha evolucionat segons el següent gràfic:
Habitants censats

### Habitatges
El 2007 hi havia 135 habitatges, 89 eren l'habitatge principal de la família, 23 eren segones residències i 23 estaven desocupats. 118 eren cases i 16 eren apartaments. Dels 89 habitatges principals, 49 estaven ocupats pels seus propietaris, 37 estaven llogats i ocupats pels llogaters i 3 estaven cedits a títol gratuït; 3 tenien dues cambres, 13 en tenien tres, 34 en tenien quatre i 39 en tenien cinc o més. 76 habitatges disposaven pel capbaix d'una plaça de pàrquing. A 42 habitatges hi havia un automòbil i a 26 n'hi havia dos o més.

### Piràmide de població
La piràmide de població per edats i sexe el 2009 era:
| Homes | Edats   | Dones |
| ----- | ------- | ----- |
| 0     | 95 o +  | 0     |
| 0     | 90 a 94 | 1     |
| 2     | 85 a 89 | 2     |
| 2     | 80 a 84 | 3     |
| 5     | 75 a 79 | 6     |
| 6     | 70 a 74 | 11    |
| 10    | 65 a 69 | 5     |
| 6     | 60 a 64 | 7     |
| 9     | 55 a 59 | 6     |
| 9     | 50 a 54 | 8     |
| 10    | 45 a 49 | 5     |
| 8     | 40 a 44 | 13    |
| 7     | 35 a 39 | 6     |
| 10    | 30 a 34 | 9     |
| 13    | 25 a 29 | 7     |
| 15    | 20 a 24 | 11    |
| 10    | 15 a 19 | 19    |
| 10    | 10 a 14 | 8     |
| 16    | 5 a 9   | 11    |
| 12    | 0 a 4   | 11    |

## Economia
El 2007 la població en edat de treballar era de 140 persones, 96 eren actives i 44 eren inactives. De les 96 persones actives 84 estaven ocupades (52 homes i 32 dones) i 12 estaven aturades (4 homes i 8 dones). De les 44 persones inactives 15 estaven jubilades, 10 estaven estudiant i 19 estaven classificades com a «altres inactius».

### Ingressos
El 2009 a Pontchardon hi havia 88 unitats fiscals que integraven 256 persones, la mediana anual d'ingressos fiscals per persona era de 11.763 €.

### Activitats econòmiques
Dels 4 establiments que hi havia el 2007, 1 era d'una empresa de fabricació de material elèctric, 1 d'una empresa de fabricació d'altres productes industrials, 1 d'una empresa de comerç i reparació d'automòbils i 1 d'una empresa de serveis.
L'únic establiment comercial que hi havia el 2009 era una botiga de menys de 120 m².
L'any 2000 a Pontchardon hi havia 10 explotacions agrícoles.

## Poblacions més properes
El següent diagrama mostra les poblacions més properes.